# Жервеза I (сеньйора Дінану)
Жервеза (до 1197—1238) — французька аристократка, сеньйора Дінану з 1197 по 1238 роки.

## Біографія
Жервеза Дінан, єдина дочка Алена Вітре, сеньйора Дінану (який помер в 1197 році) і його дружини Констанції. Успадкувала сеньйорії Дінан — Бешерель, Леон і Рингвуд в Англії, після смерті свого батька. Керувала володіннями спільно з трьома чоловіками.
У травні 1234, після смерті третього чоловіка. Жервеза стає черницею абатства Нотр-Дам-дю-Тронше.

## Сім'я

### Чоловіки

1 Юдикаель (1168—1220)
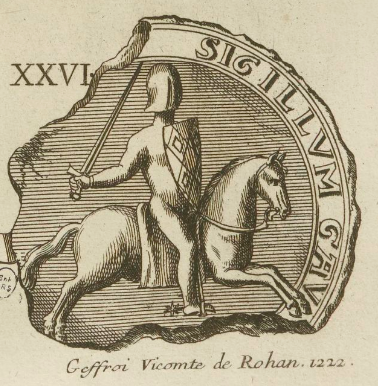
2 Готфрід (1190—1221)
3 Річард (1191—1234)

### Діти
- Від першого чоловіка:

1 Ізабелла (?—1256)
2 Маргарита
3 Іоанна (?—1246)

- Від другого чоловіка не було.
- Від третього чоловіка не було.